# Paavo Nuotio
Paavo Nuotio född 13 mars 1901 i Heinola, död 14 november 1968 i Lahtis var en finsk backhoppare. Han var med i de Olympiska vinterspelen i Sankt Moritz 1928 i backhoppning där han kom på 12:e plats. Han tävlade även i nordisk kombination i samma Olympiska vinterspel, det gick bättre i den tävling och han kom på fjärde plats.